# Karel van Mander (1548–1606)

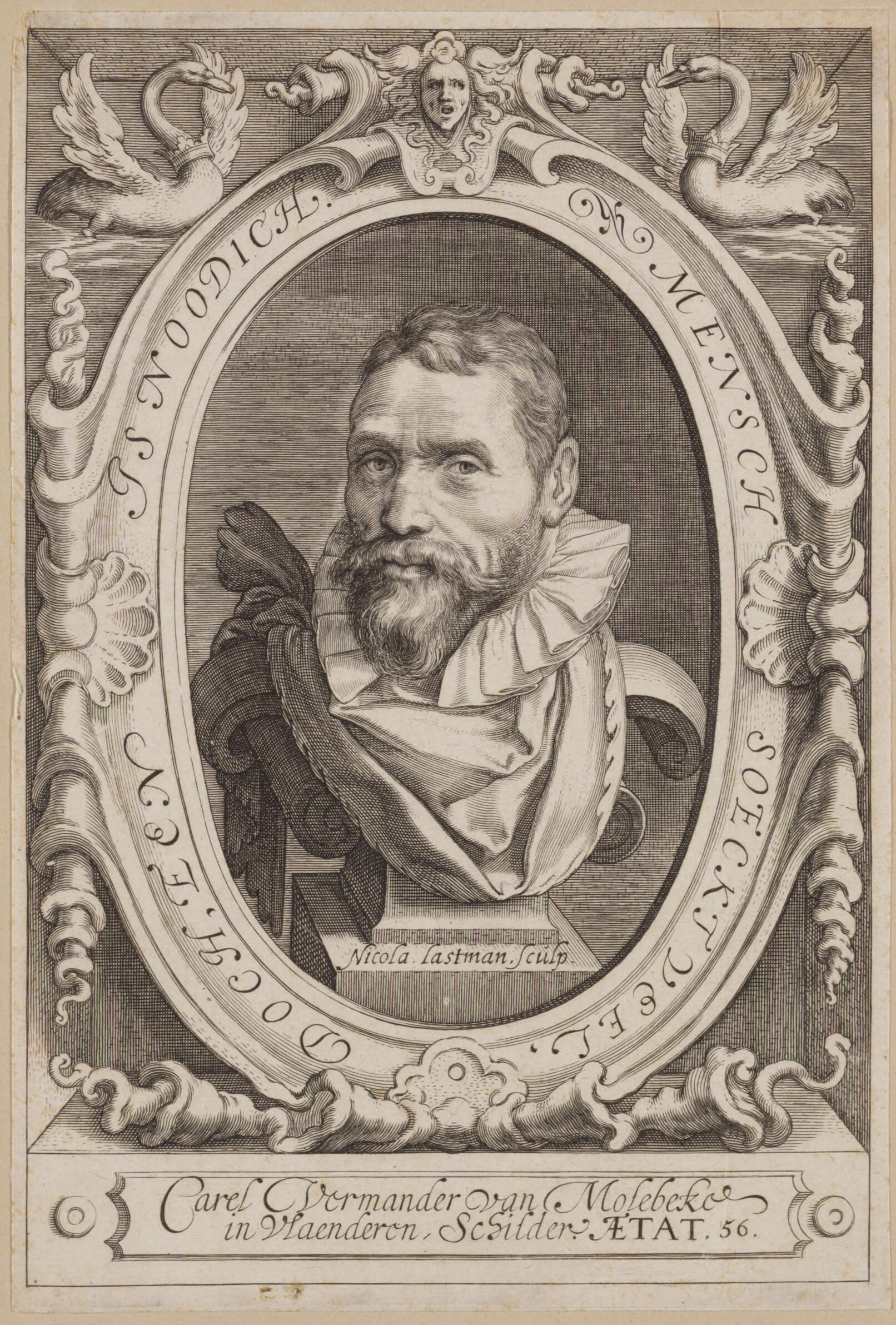
Karel van Mander

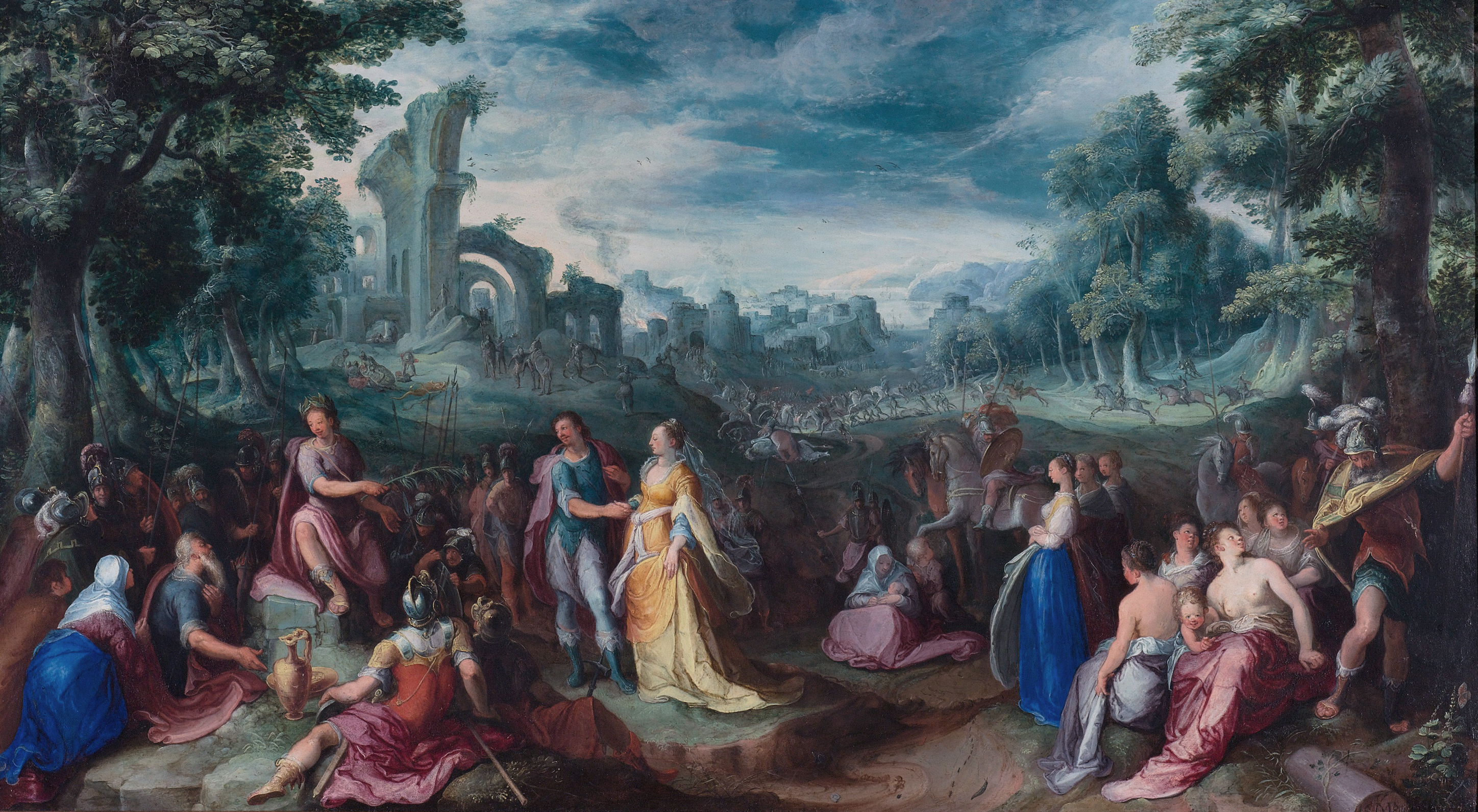
Karel van Mander: Die Großmut Scipios

Karel van Mander (* Mai 1548 in Meulebeke; † 11. September 1606 in Amsterdam) war ein Dichter, Schriftsteller, Maler und Zeichner aus Westflandern.

## Leben
Karel van Mander war bereits vor dem Jahr 1568 Lehrling des Genter Malers und Dichters Lucas de Heere (1534–1584), anschließend war er in den Städten Kortrijk und Doornik Schüler von Pieter Vlerick (1539–1581). Im Jahr 1570 in seine Heimatstadt Meulebeke zurückgekehrt, widmete er sich dem Verfassen von Theaterstücken und Gedichten.
Er reiste 1573 nach Italien und besuchte Florenz. In Terni erhielt er den Auftrag, ein Fresko der Bartholomäusnacht zu schaffen, dessen Thematik der Tod Gaspard II. de Colignys im Jahr 1572 war. Teile dieses Freskos, das restauriert und teilweise übermalt wurde, befinden sich noch heute im Palazzo Spada in Terni. Karel van Mander traf in Rom Bartholomäus Spranger; mit Gaspard Heuvick, der aus Oudenaarde stammte, verband ihn eine tiefe Freundschaft.
In Basel arbeitete van Mander im Jahr 1577 oder wenig später, danach zog er nach Krems und weiter nach Wien, wo er gemeinsam mit Hans Mont an einem Triumphbogen arbeitete, der zu Ehren von Kaiser Rudolfs II. Ankunft in der Stadt im Juli 1577 errichtet wurde.
Über Nürnberg reiste er wieder nach Meulebeke, aber religiöse Tumulte ließen ihn und seine Familienangehörigen, die Mennoniten waren, nicht zur Ruhe kommen, so dass er nach einem Aufenthalt in Kortrijk und Brügge schließlich in die nord-niederländische Stadt Haarlem floh, wo er 20 Jahre lebte. Hier gründete er im Jahr 1587 gemeinsam mit dem niederländischen Maler Cornelis Cornelisz eine Malerakademie. In Haarlem wurde noch vor dem Jahr 1602 Frans Hals Schüler von Karel van Mander.
Van Mander war selbst auch Mitglied der Mennoniten und gehörte in Harlem einer alt-flämischen Gemeinde an. Der Zeitpunkt seines Eintritts in die täuferisch-mennonitische Bewegung ist jedoch nicht bekannt. Das von ihm herausgegebene Gesangbuch Gulden Harpe fand Ende des 16. Jahrhunderts in einigen der flämischen Mennonitengemeinden Verwendung. Van Mandel wirkte auch als Illustrator der 1598 in Haarlem gedruckten Vermeulen-Bibel.

## DasSchilder-Boeck
Im Jahr 1604 publizierte Karel van Mander sein bekanntestes Werk, das Schilder-Boeck („Maler-Buch“), die erste nördlich der Alpen erschienene kunsthistorische Publikation im Stil der Vitenliteratur. Der erste Teil ist ein Lehrgedicht (Grondt der Edel vry Schilder-Const), das sich an Malerlehrlinge richtet, allerdings keine Anleitungen zur Praxis des Malens bietet, sondern sich auf einem hohen literarischen Niveau mit den Grundlagen der Kunst befasst.
Der zweite Teil des Buches enthält Biographien verschiedener antiker Maler und daran anschließend die Viten bekannter italienischer Maler, wie zum Beispiel Giotto di Bondone, Sandro Botticelli oder Andrea Mantegna. Es folgen Biographien bekannter niederländischer und deutscher Maler (Het Leven der Doorluchtighe Nederlandtsche en Hooghduytsche Schilders) wie die von Geertgen tot Sint Jans, Rogier van der Weyden, Lucas van Leyden, Frans Floris, Bartholomäus Spranger, Albrecht Dürer oder Hans Holbein der Jüngere. Karel van Mander hatte sich von Giorgio Vasaris Sammlung von Künstlerbiographien, dem Werk Le Vite de' piú eccelenti architetti, pittori et scultori italiani, da Cimabue insino a' tempi nostri, zu seinen Studien anregen lassen. Das Werk erschien 1906 in deutscher Sprache, ein modernerer Nachdruck ist verfügbar.
Der dritte Teil des Schilder-Boeck enthält einen ausführlichen Kommentar zu der wichtigsten Textquelle der niederländischen Malerei für mythologische Texte, den „Metamorphosen“ des Ovid.